# NGC 7706
NGC 7706 is een lensvormig sterrenstelsel in het sterrenbeeld Vissen. Het hemelobject werd op 16 oktober 1827 ontdekt door de Britse astronoom John Herschel.

## Synoniemen
- UGC 12686
- MCG 1-60-6
- ZWG 407.15
- PGC 71817